# Дудко Тарас Миколайович
Дудко́ Тарас Миколайович (6 квітня 1940, Київ - 3 січня 2021, Москва) — лікар-психіатр, нарколог, публіцист-видавець.

## Життєпис
Син Миколи, брат Олександра Дудків, племінник Олександра Довженка. Доктор медичних наук (2003). Академік Російської академії природничих наук.
Закінчив Київський медичний інститут (1963) і філософський факультет Київського університету (1968).
Від 1964 — працював у медичних НДІ та лікарнях м. Москви. Разом зі своїм братом збирав особисті речі й творчі матеріали Олександра Довженка, уточнював його біографічні дані.
В 1985 році, за сфабрикованою кримінальною справою був засуджений до дев'яти років ув'язнення, відбув 7 років і 4 місяці. Від 1994 — завідувач відділу НДІ наркології, від 2004 — директор Інституту реабілітації ННЦ наркології. Фундатор нового наукового напряму — реабітологія і реабілітація наркологічно хворих і осіб з патологічним гемблінгом.
У 1995 році заснував Центр медичної реабілітації і корекції особистості та Медичий лікувальної-реабілітації фонд ім. І. Стрільчука.
Був засновником і меценатом незалежного видання українців РФ "Провісник: Довженківський літературно-художній науково-популярний і громадсько-політичний альманах". 
В першій українській громадській організації на території сучасної Росії, товаристві шанувальників української культури «Славутич» (Москва), був заступником голови товариства, де працював поруч з космонавтом-українцем Павлом Поповичем, який займав посаду президента товариства.
У 2007 році, за активну громадську діяльність, був нагороджений українським орденом «За заслуги» ІІІ ст.
В 2012 році, Т. Дудко був обраний головою Об’єднання українців Росії і не зважаючи на наперед визначений результат, вступив в нерівну боротьбу зі своїми опонентами за збереження організації.
У 2018 році Дудко увійшов в число засновників нової української організації в Росії "Український конгрес", реєстрації якій, російська юстиція відмовила шість разів.
Брав активну участь у світовому українському русі, був учасником Всесвітніх форумів українців, IX, X, XI Світових Конгресів Українців, нагороджений вищою нагородою Світового Конґресу Українців медаллю святого Володимира.

## Нагороди
Орден «За заслуги» 3-го ступеню (2007).